# Une année en Provence
Pour les articles homonymes, voir Provence (homonymie).
Une année en Provence (titre original : A Year in Provence) est un roman autobiographique de l'écrivain anglais Peter Mayle (1939-2018) publié en 1989. Traduit en plus de 17 langues, dont le français en 1993, et lauréat du prix des libraires du Québec 1996, ce best-seller est vendu à plus de 6 millions d'exemplaires dans le monde. Salué par les critiques pour son style, son esprit et son humour anglais, il est adapté en version radio en 1991, et en mini-série télévisée de 1993,.

## Résumé
Un couple quinquagénaire épicurien francophile londonien réalise le rêve de sa vie, en 1986, de s'installer dans un mas provençal du XVIIIe siècle, entre les villages médiévaux pittoresques de Ménerbes et Bonnieux du Vaucluse, au pied du massif du Luberon, avec piscine, domaine viticole Luberon (AOC) de deux hectares, Citroën 2 CV, et leurs deux chiens, dans une décor provençal de 100 milles hectares de cèdres, pins, chêne vert, lavande, thym, et romarin du parc naturel régional du Luberon. Ce « south paradise » leur réserve de nombreuses grandes joies et de nombreux déboires, racontés avec un mélange de style pagnolesque, d'humour anglais caricatural autodérisoire, et d'exagération à la marseillaise, ou à la Tartarin de Tarascon d'Alphonse Daudet, au fur et à mesure qu'ils découvrent cette région, durant leur première année de vie d'écrivain en Provence (dont ils sont amoureux) et dont ils font profiter à leur lecteur au gré de leur calendrier des Postes, divisé en douze chapitres (un pour chaque mois de l'année). 

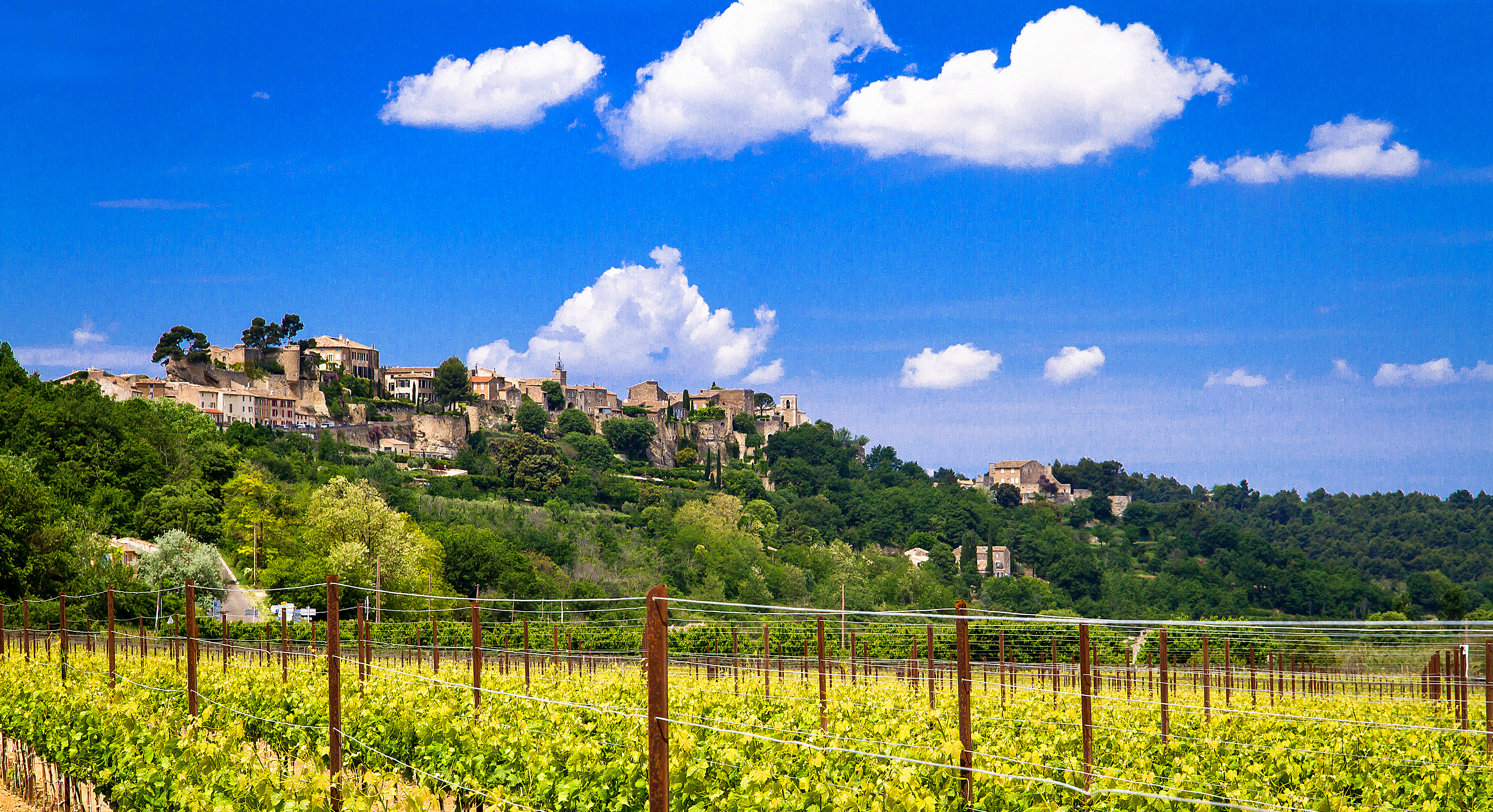
Ménerbes et son vignoble Luberon (AOC), dans le Luberon.

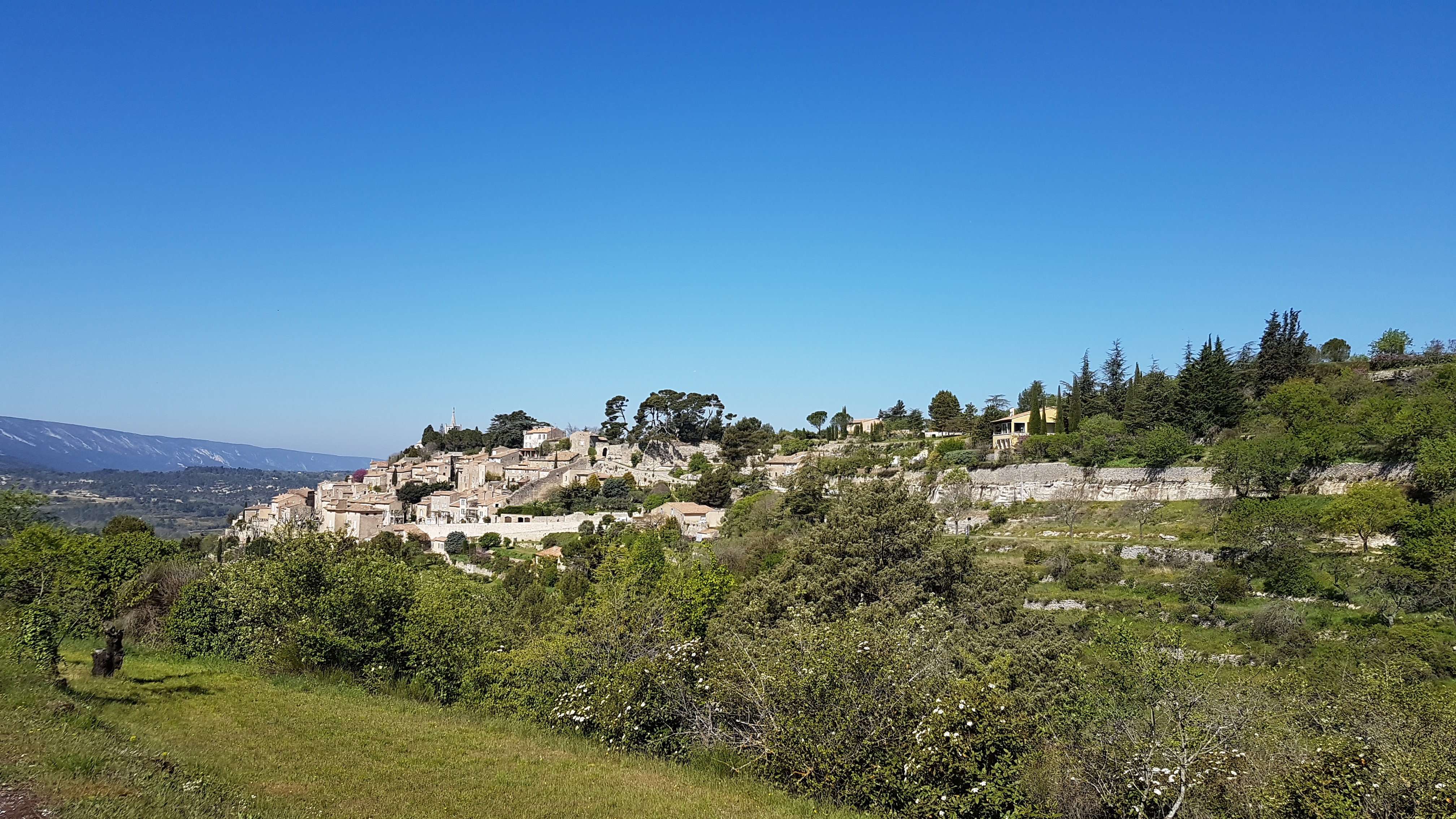
Bonnieux

Leur récit d'anglais en Provence est riche d’anecdotes amusantes, de clichés cocasses, et de contre-vérités caustiques, de voisins et personnages locaux caricaturaux et pittoresques à l'accent provençal, et de nombreuses descriptions de produits français et provençaux cultes, parmi lesquels : us et coutumes de la tradition provençale, pétanque, cigales, climat méditerranéen, mistral, cuisine française, cuisine provençale, auberges et restaurants provençaux du guide gastronomique Gault et Millau, et marchés de Provence, avec entre autres pain français, melons, asperges, champignons, pêches, aïoli garni, gigot d'agneau de Sisteron au romarin, gibier de chasse, bouillabaisse, fromages de chèvre frais, huile d'olive, gâteau aux amandes, pastis, viticulture provençale, et marché aux truffes de Carpentras... Ils racontent également entre autres les nombreuses péripéties du long chantier de plus d'un an, de rénovation de leur mas par des artisans locaux, décoré avec des meubles et objets de brocantes et antiquaires acquis lors de leurs excursions régulières dans les villes provençales voisines de Gordes, Apt, Manosque, Carpentras, Avignon, L'Isle-sur-la-Sorgue, cours Mirabeau d'Aix-en-Provence, Marseille, ou Saint-Tropez... 

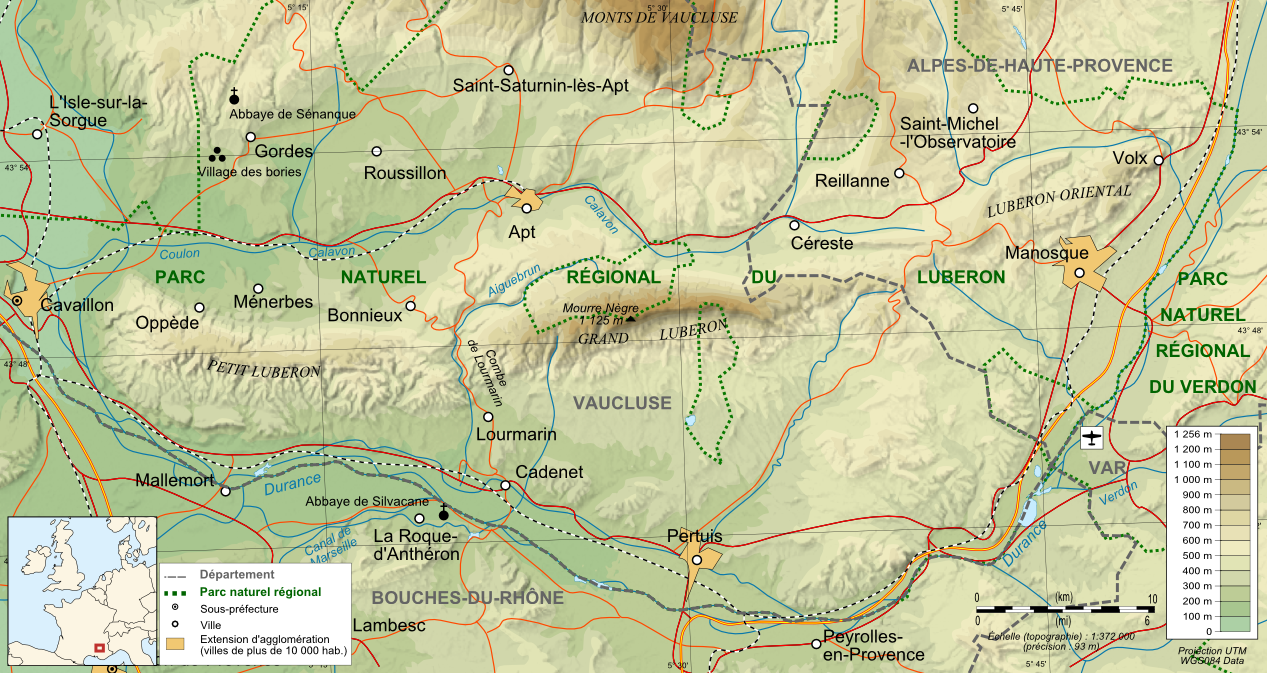
Massif du Luberon et parc naturel régional du Luberon, en Provence.

Janvier : Le mistral et les canalisations gelées, leur mas étant équipé d'une « plomberie de Parisien ».
Février : à mardi, alors. Heu... « Mardi..Tuesday » ? ou... « Tuesday... n o r m a l e m e n t ? ». Ils découvrent qu'en Provence, la promesse verbale est très approximative, et que le sens de « normalement » est très différent de celui du dictionnaire.
Septembre : « Il y a un weekend de septembre où on croirait que, dans toute la campagne, on répète le déclenchement de la Troisième Guerre Mondiale. C'est le jour de l'ouverture de la chasse : chaque Français qui a un peu de sang dans les veines rassemble son fusil, son chien et ses tendances au meurtre et entraîne le tout dans les collines pour aller chasser. Le premier signe avant-coureur de cet événement nous arriva par la poste : un terrifiant document envoyé par un armurier de Vaison-la-Romaine qui proposait une gamme complète de pièces d'artillerie à des prix d'avant-saison. On avait le choix entre soixante et soixante-dix modèles et mes instincts de chasseur, dormants depuis la naissance, s'éveillèrent à l'idée de posséder un Verney-Carron Grand Bécassier ou un Luger .44 Magnum à viseur électronique. Ma femme, qui nourrit des doutes justifiés sur ma capacité à manipuler tout équipement dangereux, fit observer que je n'avais pas besoin d'un viseur électronique pour me tirer une balle dans le pied... ».

## Cinéma télévision et radio
- 1993 : A Year in Provence, mini-série télévisée, avec John Thaw et Lindsay Duncan[8].
- 1991 : Adaptation radiophonique sur BBC Radio 4
- 2006 : Une grande année, Adaptation cinématographique par Ridley Scott, avec Russel Crow et Marion Cotillard.

## Prix
- 1996 : Prix des libraires du Québec
- 2002 : Peter Mayle est fait chevalier de la Légion d'honneur, pour sa contribution à la culture française[9].

## Suite
- 1991 : Provence pour toujours
- 1999 : Le Bonheur en Provence